# Sergej Ščukin
Sergej Ivanovič Ščukin (in russo Серге́й Ива́нович Щу́кин?; Mosca, 27 maggio 1854 – Parigi, 10 gennaio 1936) è stato un imprenditore e collezionista d'arte russo.

## Biografia
Sergej Ivanovič Ščukin nacque il 27 maggio 1854 a Mosca. Era uno dei dieci figli di Ivan Vasil'evič Ščukin, mercante nativo di Mosca, e la moglie Ekaterina, nata Botkin, figlia di una famiglia di mercanti.

### Collezionismo d'arte
Nella sua famiglia vi erano diversi collezionisti d'arte: il fratello di Sergej, Pëtr Ščukin raccolse un'importante collezione d'arte, l'altro fratello Dmitrij Ščukin mise insieme una collezione d'arte antica, esposta nel Museo Puškin delle belle arti, e Ivan fu anch'egli collezionista d'arte.
Ščukin entrò veramente nel mondo della pittura in un viaggio a Parigi nel 1897, dove acquistò diversi dipinti, in particolare 258 che facevano parte della sua casa a Mosca.
Nel 1906 Sergej Ščukin incontrò il giovane artista Henri Matisse e acquisì 37 dei suoi migliori dipinti per un periodo di 8 anni. Molti dei suoi visitatori reagirono con cattiveria a questi ultimi acquisti.
Inoltre lo stesso Matisse gli decorò la sua dimora e realizzò un dipinto per lui, La danza, comunemente riconosciuta come "un'opera più notevole della carriera di Matisse e utile per lo sviluppo dell'arte moderna". Questo dipinto si trova nella collezione del Museum of Modern Art di New York.
Ščukin e Matisse avrebbero sviluppato più di un semplice rapporto commerciale. Con il sostegno di Ščukin, Matisse era libero di dedicarsi verso maggiori sfide artistiche e grazie a Ščukin conobbe Pablo Picasso.
Nel 1914 Ščukin possedeva tredici dipinti di Claude Monet, tra cui Donne in giardino e la versione più piccola ma completa di The Picnic, tre dipinti di Renoir, otto dipinti di Cézanne tra cui Martedì grasso, quattro dipinti di Vincent van Gogh (incluso la Corsia dell'ospedale di Arles e La vigna rossa), sedici dipinti di Paul Gauguin, sette dipinti di Henri Rousseau, sedici dipinti di André Derain, otto dipinti di Albert Marquet e due dipinti di Maxime Dethomas e tanti altri grandi artisti a cavallo tra il XIX e il XX secolo.
La sua collezione comprendeva anche cinquantuno opere scelte di Pablo Picasso, tra cui la maggior opere cubiste, come Tre Donne e numerosi paesaggi. Nel 1909, Ščukin desidereva aprire la sua casa, in particolare la domenica, per il pubblico, facendo conoscere la pittura d'avanguardia francese ai moscoviti.

### Morte ed eredità

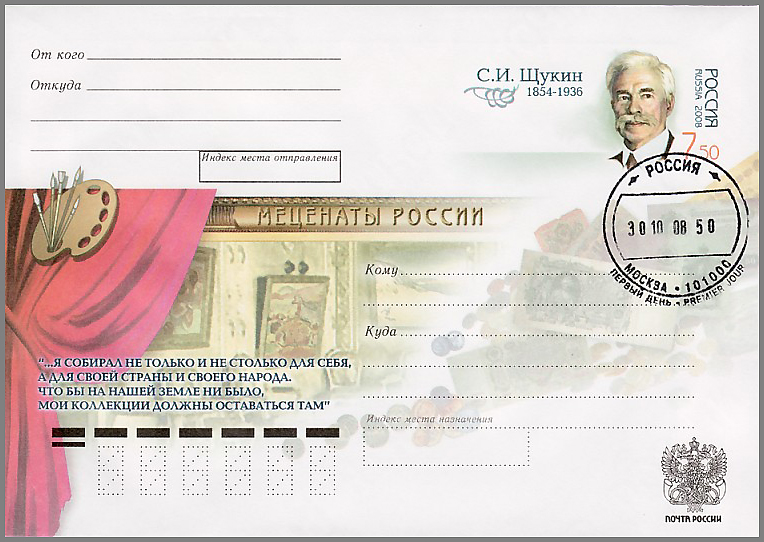
Busta da lettera con Sergej Ščukin; designato da A. Moskovec, Mosca, 2008

Dopo la rivoluzione del 1917, il governo si appropriò della sua collezione, con un decreto firmato da Lenin l'8 novembre 1918 e Scukin scappò a Parigi dove morì nel 1936.
Dopo la sua morte la sua collezione fu messa assieme a quella di Ivan Morozov, che costituì la base per la creazione, nel 1920, del Museo statale dell’arte moderna occidentale. Sempre questa collezione costituì la creazione di un museo avente dipinti contemporanei occidentali, con un sistema per rinnovare le opere. Un decreto di Stalin liquidò il museo nel 1948, così parte delle sue opere furono esposte al Museo Puškin, altre all’Ermitage.
Nel 2016 la collezione di Ščukin è stata esposta nella mostra "Capolavori di arte moderna. La raccolta di S. Ščukin. Museo Statale Ermitage - Museo Statale delle Belle Arti Puškin". Oltre alle sue opere vi sono le opere degli altri museo dell'avanguardia.
Una mostra della Fondazione Louis Vuitton di Parigi ha reso omaggio a questa figura che, alla fine dell’Ottocento, influenzò profondamente le correnti artistiche europee.